# Slåttsved
Slåttsved är ett naturreservat i Åre kommun i Jämtlands län.
Området är naturskyddat sedan 2014 och är 30 hektar stort. Reservatet ligger i en södersluttning och består av barrskog med inslag av lövträd.